# Mário Calixto Filho
Mário Calixto Filho (Arcos, 9 de agosto de 1946 – Porto Velho, 17 de junho de 2020) foi um político brasileiro, jornalista e empresário de Minas Gerais, que representou o estado de Rondônia a nível nacional.

## Carreira
Em 2004, Calixto Filho assumiu o cargo de senador representante do estado de Rondônia por uma vaga. O companheiro senador Amir Lando deixou os cargos para ser ministro da Previdência e Calixto Filho como seu primeiro suplente assumiu a função de senador durante sua ausência. Seu mandato foi de 23 de janeiro de 2004 a 22 de março de 2005.

### Problemas legais
Em 22 de julho de 2015, Calixto Filho foi preso pela Polícia Federal do Brasil em Balneário Camboriú. Foi condenado por fraude em licitações e sentenciado a 12 anos de prisão. No momento de sua prisão, era um fugitivo da justiça e teve seu nome incluído na lista de procurados da Interpol.
Em junho de 2017, foi condenado por falsificação de dinheiro e associação criminosa e condenado a cinco anos de prisão.

## Morte
Em 17 de junho de 2020, Calixto Filho morreu em Porto Velho, aos 73 anos, em decorrência de complicações provocadas pela COVID-19, que adquiriu na prisão.